# Patrick Braun

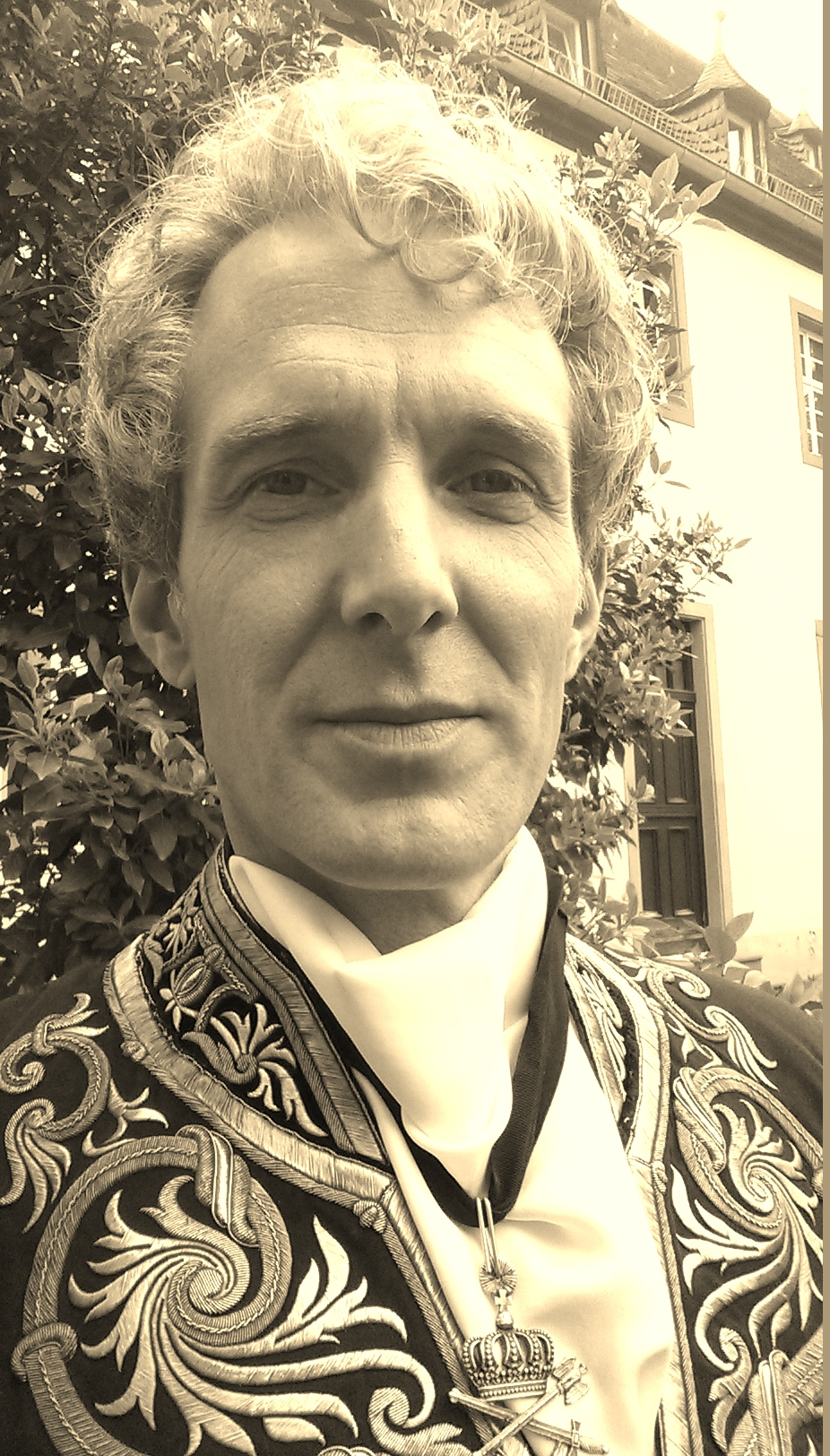
Patrick Braun als Fürst von Metternich (2015)

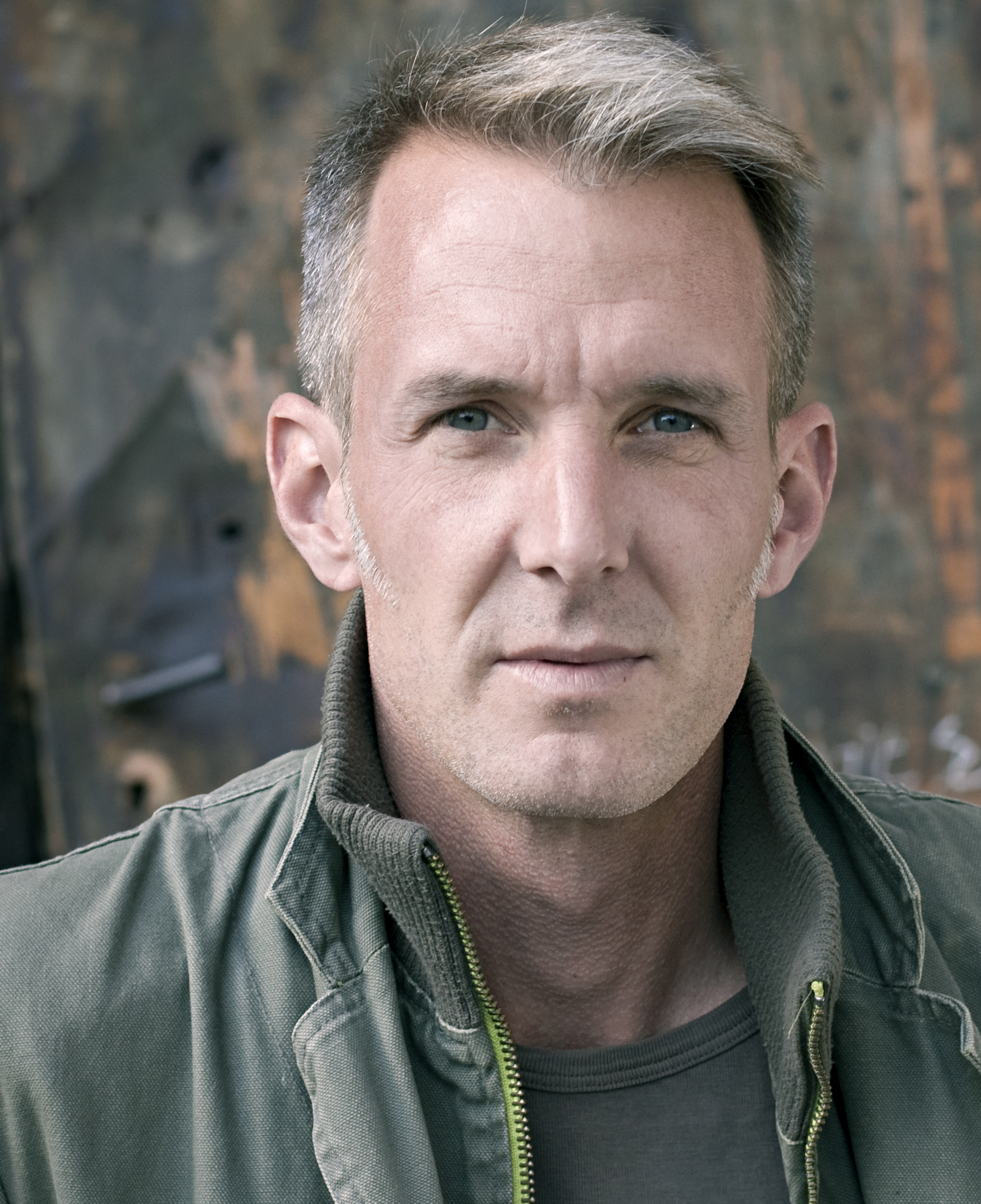
Patrick Braun (2011)

Patrick Braun (* 1973 in Frankfurt am Main) ist ein deutscher Schauspieler und Sprecher.

## Leben
Seit seinem Studium an der Schauspielschule Mainz und der Bühnenreife im Jahr 2000 war Patrick Braun an verschiedenen Bühnen in ganz Deutschland beschäftigt. Seine Stimmlage ist der Bassbariton. Über Theaterengagements in Gießen, Heidelberg, Mannheim, Ludwigshafen, Freiburg, Würzburg, Mainz, Frankfurt am Main, Heppenheim, München u. a. kam er 2009 wieder zurück ins heimatliche Rhein-Main-Gebiet.
2004 wurde der Social Spot Schwimmlehrer mit Patrick Braun mit dem Deutschen Politik Award ausgezeichnet.
In verschiedenen Rollen war er von 2010 bis 2019 auf der Bühne der Mainzer Kammerspiele zu sehen („Alain“ in „Der Gott des Gemetzels“, „Rainer“ in „Benefiz – Jeder rettet einen Afrikaner“ von Ingrid Lausund, „Patrick Jeskow“ in „Frau Müller muss weg“ u. a.). Er wirkte in zahlreichen TV- und Kurzfilmen im In- und Ausland mit (ARD, ZDF u. a.). Er spricht im Off für TV, Hörspiel, Funk und Synchron.
Von März 2017 bis Dezember 2018 war er auch in der deutschen Theater-Uraufführung von Der Tatortreiniger nach der TV-Serie von Mizzi Meyer als „Schotty“, „Lottischek“ und „Bombe/Hannes“ zu sehen.

## Theater (Auswahl)
- 2018 Der kleine Prinz von Antoine de Saint-Exupéry in einer Neubearbeitung von Matthias Folz mit dem Kinder- und Jugendtheater Speyer in Zusammenarbeit mit der Deutschen Staatsphilharmonie Rheinland-Pfalz[3][4]
- 2017 Tatortreiniger – Deutsche Theater-Uraufführung von Mizzi Meyer[5] (Mainzer Kammerspiele)
- 2016 „Ein Sommerabend im Wintergarten (Dangerous Obsession)“, Psychothriller von Norman J. Crisp (Salon-Theater Taunusstein)
- 2016 „Frau Müller muss weg“ von Lutz Hübner (Mainzer Kammerspiele)
- 2015 „Datterich“ von Ernst Elias Niebergall (Fliegende Volksbühne Frankfurt am Main)
- 2014 „Benefiz – Jeder rettet einen Afrikaner“ von Ingrid Lausund (Mainzer Kammerspiele)
- 2012 „Der Gott des Gemetzels“ von Yasmina Reza (Mainzer Kammerspiele)
- 2013  „Der Vorname“ von Delaporte und de la Patellière (Mainzer Kammerspiele)
- 2010 „Venedig im Schnee“ von Gilles Dyrek (Mainzer Kammerspiele)
- 2008 „Der Hauptmann von Köpenick“ von C. Zuckmayer (Festspiele Heppenheim)
- 2007  „Enigma“ von Éric-Emmanuel Schmitt (Torturmtheater Sommerhausen)[6]
- 2007 „Die Strohpuppe“ von Catherine Arley (Blutenburg-Theater München)
- 2006 „2 waagerecht“ von Jerry Mayer (Torturmtheater Sommerhausen)
- 2006 „Um die Wurst“ von Jean Marie Piemme (Theater HALLE 7, München)
- 2006 „Die Dreigroschenoper“ von Bertolt Brecht (Staatstheater Mainz)

- „1“ und „2“ in „Das System 4 – Deutlich weniger Tote“ von Falk Richter
- „Jupiter“ in  „Amphitryon“ nach J.B. Molière
- „Jupiter“ in „Amphitryon“ von Heinrich von Kleist
- „Graf Juan Bordavela“ in „Fernando Krapp hat mir diesen Brief geschrieben“ von Tankred Dorst
- „Dr. Jason Posner“ in „W;t / Ge;st“[7] von Margaret Edson

## Filmografie (Auswahl)
- 2020: Alone in a Strange World
- 2018: Response - #istalltag. Rassistische Gewalt ist kein Problem Einzelner
- 2015: Fürst Metternich – Europas erster Krisendiplomat (SWR)
- 2015: BEaWARE als „Sherlock Holmes“, Spec-Werbefilm
- 2012: Unterm Lindenbaum (Ein Fall für zwei – ZDF)
- 2008: Das Glück am Horizont
- 2008: Maestro (Kurzfilm)
- 2007: Feuerpause (Kurzspielfilm)
- 2006: Kurzschlusshandlung (SWR)
- 2006: Das Glück am Horizont (ARD)
- 2006: Spielerfrauen (Kurzfilm)
- 2006: TATORT „Unter uns“ (ARD)
- 2005: Ein Fall für B.A.R.Z. (ARD)
- 2004: Schwimmlehrer (BBE)
- 2004: TATORT „Todesbrücke“ (ARD)
- 2004: Karriere um jeden Preis (Ein Fall für zwei – ZDF)
- 2003: Ich hätt`s ihm früher sagen sollen … (Kurzfilm) präsentiert beim Filmfest Oldenburg 2003 und beim Bergischer Filmpreis/Kurzfilmfest 2005